# مرگبار ببوس مرا
مرگبار ببوس مرا (به انگلیسی: Kiss Me Deadly) فیلمی ۱۰۶ دقیقه‌ای در سبک نوآر و درام با تهیه‌کنندگی و کارگردانی رابرت آلدریچ و درخشش رالف میکر است.